# 阿伦斯费尔德
阿伦斯费尔德（德語：Ahrensfelde）是德国勃兰登堡州的一个市镇，隶属于巴尔尼姆县。总面积为57.96平方千米，截至2020年总人口为13843人。